# 瞿独伊
瞿独伊（1921年11月5日—2021年11月26日），原名沈晓光，祖籍浙江萧山，上海出生，中国新闻工作者，中共早期領袖瞿秋白的繼女。曾任职于新华通讯社国际新闻编辑部。

## 生平
瞿独伊生於1921年11月5日。
1930年瞿秋白夫婦從蘇聯回國時，將她留在苏联的伊万诺沃国际儿童院读书学习，並委託鮑羅廷夫婦代為照管。1941年，随母亲回国，被新疆省政府主席盛世才扣押，在狱中遇到了后来的丈夫李何，两人在狱中完婚。之后中共中央出手援救，于1946年将她护送到延安，她于同年加入中国共产党。1949年10月1日，她作为新华社通讯员用俄语向世界宣布了中华人民共和国成立的消息，同时为苏联文化友好代表团团长法捷耶夫一行当翻译，之后赴莫斯科建立新华社驻苏联记者站。1957年，瞿独伊回国，获分配到中国农业科学院工作。1964年，李何因病去世，不久后儿子因病英年早逝。1978年，瞿独伊回到新华社，在国际部俄文组从事翻译和编辑工作，1982年离休。
2021年11月26日，瞿独伊因病在北京逝世，享嵩寿100岁。

## 荣誉
2021年6月29日，荣获七一勋章，由女儿李晓云代领。

## 家庭

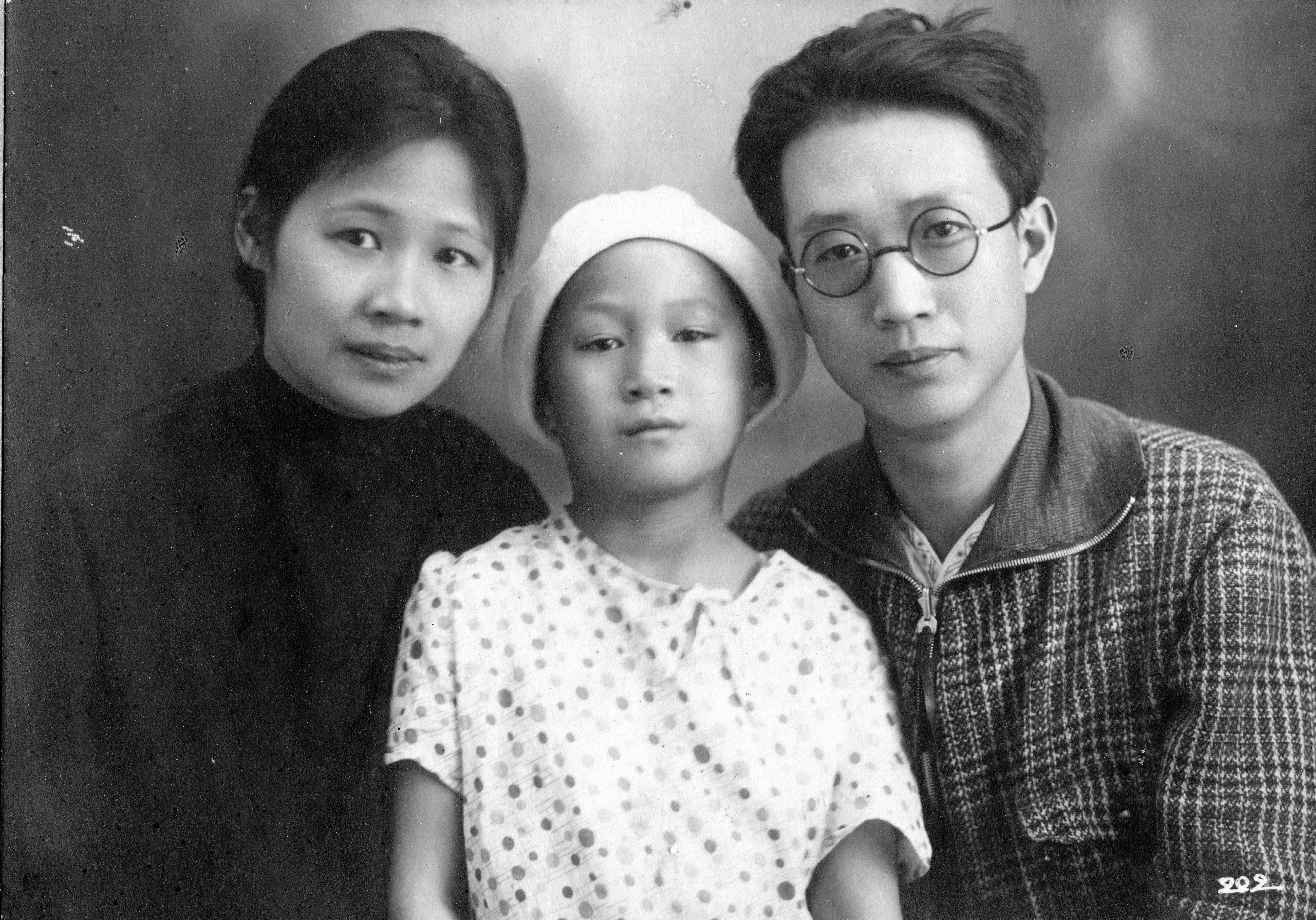
1929年摄于苏联莫斯科的瞿秋白家庭照（现仍存瞿独伊家中），图中居中者为瞿独伊

母亲杨之华。生父沈剑龙。爷爷沈定一。继父瞿秋白。与丈夫李何。